# Christian Bronsard
Christian Bronsard (* 25. Dezember 1977 in Lahr) ist ein ehemaliger deutsch-kanadischer Eishockeytorwart, der elf Spielzeiten in verschiedenen professionellen Ligen in Nordamerika und Europa verbracht hat.

## Karriere
Bronsard begann seine Karriere 1995 in der Ligue de hockey junior majeur du Québec bei den Hull Olympiques, für die er zwei Jahre auf dem Eis stand. In der Saison 1996/97 konnte er mit seinem Team sowohl den Coupe du Président als auch später den Memorial Cup gewinnen. Bronsard erhielt für seine Leistungen zahlreiche Auszeichnungen, darunter die Trophée Guy Lafleur als wertvollster Spieler der Playoffs. In der Saison 1997/98 spielte er international für das Team Kanada und konnte den Spengler Cup gewinnen. Anschließend wechselte er in die International Hockey League zu den Manitoba Moose. In den nächsten zwei Spielzeiten ging er für die Syracuse Crunch und Québec Citadelles in der American Hockey League und die Tallahassee Tiger Sharks in der ECHL auf das Eis.
In der Saison 2001/02 stand er zwischen den Pfosten der Iserlohn Roosters aus der Deutschen Eishockey Liga, nachdem er zunächst für die Baton Rouge Kingfish aufgelaufen war. Von 2002 bis Ende 2003 war er in der russischen Superliga für den HK Sibir Nowosibirsk aktiv. Anfang 2004 wechselte er nach internen Problemen in die britische Elite Ice Hockey League zu den Sheffield Steelers, mit denen er sowohl die Hauptrunde als auch die Play-offs gewinnen konnte. Von 2004 bis 2006 ging er wieder nach Deutschland und spielte für den EHC Freiburg in der 2. Bundesliga. Anschließend wechselte er nach Frankreich zum HC Briançon, wo er bis 2008 im Kader stand. Danach beendete Bronsard seine Karriere.

## Erfolge und Auszeichnungen
- 1997 Coupe-du-Président-Gewinn mit den Hull Olympiques
- 1997 Hap Emms Memorial Trophy
- 1997 Trophée Guy Lafleur
- 1997 Trophée Raymond Lagacé
- 1997 LHJMQ All-Rookie Team
- 1997 Memorial-Cup-Gewinn mit den Hull Olympiques
- 1997 Memorial Cup All-Star Team
- 1997 Spengler-Cup-Gewinn mit dem Team Kanada
- 2004 Britischer Meister mit den Sheffield Steelers
- 2008 Ligue Magnus All-Star Team

## Sonstiges
Bronsard wurde als Sohn kanadischer Eltern in Deutschland geboren, mit denen er bereits in jungen Jahren wieder zurück nach Kanada zog. Er ist verheiratet und hat ein Kind, welches am 16. Januar 2005 in Freiburg im Breisgau zur Welt kam.
Am 30. Oktober 1999 durfte sich Christian Bronsard in einem AHL-Spiel als Torschütze eintragen. Ein Fehlpass des Gegners fand den Weg ins leere Tor und Bronsard war der letzte Spieler seines Teams, der den Puck berührt hatte.

## Karrierestatistik
(Legende zur Torhüterstatistik: GP oder Sp = Spiele insgesamt; W oder S = Siege; L oder N = Niederlagen; T oder U oder OT = Unentschieden oder Overtime- bzw. Shootout-Niederlage; Min. = Minuten; SOG oder SaT = Schüsse aufs Tor; GA oder GT = Gegentore; SO = Shutouts; GAA oder GTS = Gegentorschnitt; Sv% oder SVS% = Fangquote; EN = Empty Net Goal; 1 Play-downs/Relegation; Kursiv: Statistik nicht vollständig)